# Chioneosoma rostovtzovi
Chioneosoma rostovtzovi är en skalbaggsart som beskrevs av Semenov 1898. Chioneosoma rostovtzovi ingår i släktet Chioneosoma och familjen Melolonthidae. Inga underarter finns listade i Catalogue of Life.